# 濾胞性ヘルパーT細胞
濾胞性ヘルパーT細胞（ろほうせいヘルパーティーさいぼう、英: follicular helper T cell, T follicular helper cell、略称: Tfh）は、リンパ節、脾臓、パイエル板などの二次リンパ器官のB細胞濾胞の外縁部にみられる、抗原に遭遇したCD4+T細胞であり、B細胞濾胞へのホーミング受容体であるCXCR5を構成的に発現していることで同定される。Cognateな濾胞性B細胞との細胞間相互作用とクロスシグナリングに伴って、Tfh細胞はCD40Lの発現とIL-21、IL-4の分泌によって胚中心の形成と維持を開始する。またTfh細胞は、免疫グロブリン遺伝子に変異を起こしながら急速に分裂しているB細胞によって主に構成されている胚中心へ、T細胞領域から移行することもある。胚中心においてTfh細胞は、外来抗原に対する高親和性抗体を産生する長寿命の形質細胞、もしくは将来同じ抗原に再遭遇した場合に迅速に再活性化される胚中心依存的メモリーB細胞のいずれかへの分化を継続するよう、B細胞の選択と生存の媒介に重要な役割を果たしている。また胚中心においてTfh細胞は、自己免疫を引き起こす可能性のあるB細胞の負の選択も促進していると考えられている。一方、Tfh細胞が胚中心における寛容を媒介している生化学的機構は十分には理解されていない。
Tfh細胞はTh1細胞とTh2細胞の分化経路から分岐して発生している可能性があるが、他のエフェクターCD4+T細胞との正確な系統関係は不明確である。Tfh細胞はTh1、Th2、Th17、Tregとは異なる遺伝子発現プロファイルを有することが示されており、この結果はTfh細胞がこれらとは異なるCD4+T細胞サブセットであるという仮説を支持している。

## 特性
ICOS（CD278）はTfh細胞にとって特に重要なシグナルをもたらしていることが示されており、ICOSを実験的に欠損させたマウスではTfh細胞の発生が行われない。さらに、ICOSは活性化CD4＋T細胞によるIL-21の分泌を誘導すること、そしてIL-21はTfh細胞や胚中心の発生に重要な役割を果たしていることが示されている。Tfh細胞はBcl-6転写因子によっても同定されるが、Bcl-6はメモリーCD8＋T細胞の発生への関与も示唆されているため、その役割はこの細胞集団に限定されたものではない可能性がある。
胚中心では、抗原に遭遇したTfh細胞はCD40Lの発現を迅速にアップレギュレーションし、CD40LはB細胞の表面受容体であるCD40に結合して刺激する。Tfh細胞依存的な傍分泌によるB細胞のCD40の活性化は、AIDの誘導を含む、B細胞の生存と分化の過程を引き起こす。AIDの発現はB細胞が産生する抗体のIgM/IgDから他のアイソタイプへの切り替え（クラススイッチ）を引き起こし、クローン増殖時の体細胞超変異を駆動する。クラススイッチ後の抗体はより良いエフェクター機能を獲得しており、また超変異を経た抗体は抗原に対してより高い親和性を示す。

## 分類
胚中心反応の新生期に形成されるTfh細胞は、pre-Tfh細胞と呼ばれる。こうした細胞は主にT細胞領域とB細胞濾胞の境界に存在する。pre-Tfh細胞は胚中心反応と濾胞外での抗体反応の双方の開始に必要である。一方で成熟した胚中心の内部に位置するTfh細胞はGC Tfh（germinal center Tfh）細胞と呼ばれる。また、このGC Tfh細胞集団内にはFOXP3遺伝子を発現する小さなサブクラスが存在する。この小さな異なる細胞集団はTfr細胞（T follicular regulatory cell）と呼ばれ、異常な変異や自己反応性を有する自己免疫関連抗体が産生されないよう、正常な胚中心反応の大きさを制御し制限するために重要である。このようにTfr細胞は胚中心反応時に独特な阻害的影響を及ぼす。
Tfh細胞は主に二次リンパ器官内に存在するが、少ない割合で血中を循環するものが存在し、これらはpTfh細胞（peripheral T follicular helper cell）と呼ばれる。こうした細胞は刺激後にIL-21を発現することで同定される。

## 医学的重要性

### 持続的な免疫記憶の形成
Tfh細胞は、胚中心反応の形成と維持に必要不可欠なT細胞サブセットであると考えられている。Tfh細胞が存在しない場合には、T細胞非依存的抗原によるB細胞の活性化と同様に、低親和性の形質細胞の急速な増殖が引き起こされるものの、胚中心の誘導や抗体の親和性成熟、その後の感染に対しての防御に必要不可欠な効果的なメモリーB細胞の分化は引き起こされない。胚中心依存的なメモリーB細胞は二次免疫応答時に抗体産生を駆動する因子であるため、Tfh細胞の適切な活性化と発生は長期的な免疫誘導のための効果的な免疫付与やワクチン設計において中心的な役割を果たしている。コレラ菌Vibrio choleraeに感染した患者と既存のコレラワクチンを投与された健康な人物を対象としたバングラデシュ人集団での研究では、コレラ抗原に対するTfh細胞の応答はB細胞による抗体産生と相関していることが示されている。

### 老化と関連した免疫の低下
老化が正常に進行するにつれて、体内の免疫系の機能は徐々に低下する。この現象は免疫老化と呼ばれ、Tfh細胞が胚中心反応を適切に補助する能力など、主にT細胞の機能の低下によるものである。Tfh細胞の能力の低下は、老化につれて細胞表面のCD40Lの濃度が低下することがその一因となっている可能性がある。

### 自己免疫
Tfh細胞による免疫応答が適切な制御を受けなかったり、過剰に活性化されたりした場合には、生じるべきではない胚中心が形成される可能性がある。こうした胚中心は抗体を介して自己免疫疾患を駆動する場合のある、異常な変異を有するB細胞から構成されている。全身性エリテマトーデスやシェーグレン症候群の患者の一部では血中のTfh様細胞濃度の上昇が検出される。しかしながら、ヒトにおいてTfh細胞が自己免疫を引き起こすことを示唆する決定的な科学的エビデンスが得られているわけではない。